# Cleft Peak (Antarktika)
Der Cleft Peak ist ein markanter und 1245 m hoher Berg an der Dufek-Küste der antarktischen Ross Dependency. Er ragt im westlichen Teil der Separation Range oberhalb der Mündung des Hood-Gletschers in das Ross-Schelfeis auf.
Vier Teilnehmer der New Zealand Alpine Club Antarctic Expedition (1959–1960) landeten mit Unterstützung der Flugstaffel VX-6 der United States Navy in der Umgebung des Berges. Sie benannten ihn nach der Felsspalte (englisch cleft), welche die gesamte Ostflanke des Berges vom Gipfel bis zur Basis durchzieht.